# Чернозёмное
Чернозёмное  (до 1948 года Но́вый Керлеу́т; укр.  Чорноземне, крымскотат. Yañı Kerleut, Янъы Керлеут) — село в Советском районе Республики Крым, центр Чернозёмненского сельского поселения (согласно административно-территориальному делению Украины — Чернозёмненского сельского совета Автономной Республики Крым).

## Население
| 2001 | 2014 |
| ---- | ---- |
| 1061 | ↘801 |

Всеукраинская перепись 2001 года показала следующее распределение по носителям языка
| Язык             | Процент |
| ---------------- | ------- |
| русский          | 80.96   |
| украинский       | 10.46   |
| крымскотатарский | 6.97    |
| другие           | 0.66    |

### Динамика численности
| - 1889 год — 119 чел. - 1892 год — 110 чел. - 1900 год — 101 чел. - 1915 год — 70/70 чел. - 1918 год — 115 чел. - 1926 год — 207 чел. | - 1939 год — 505 чел. - 1974 год — 1010 чел. - 1989 год — 728 чел. - 2001 год — 1061 чел. - 2009 год — 1003 чел. - 2014 год — 801 чел. |

## Современное состояние
На 2017 год в Чернозёмном числится 16 улиц; на 2009 год, по данным сельсовета, в селе, в 358 дворах, проживало 1003 человека. В селе действуют средняя школа, детский сад «Солнышко», сельский дом культуры, отделение почты России, библиотека-филиал № 18, фельдшерско-акушерский пункт, храм священномученика Порфирия и Новомучеников Крымских. Чернозёмное связано автобусным сообщением с райцентром и соседними населёнными пунктами. 31 октября 2018 года в селе, в специально устроенном сквере, открыт памятник воинам-односельчанам, погибшим в годы Великой Отечественной войны — двухметровую скульптуру солдата и мемориальные доски с фамилиями 68 погибших

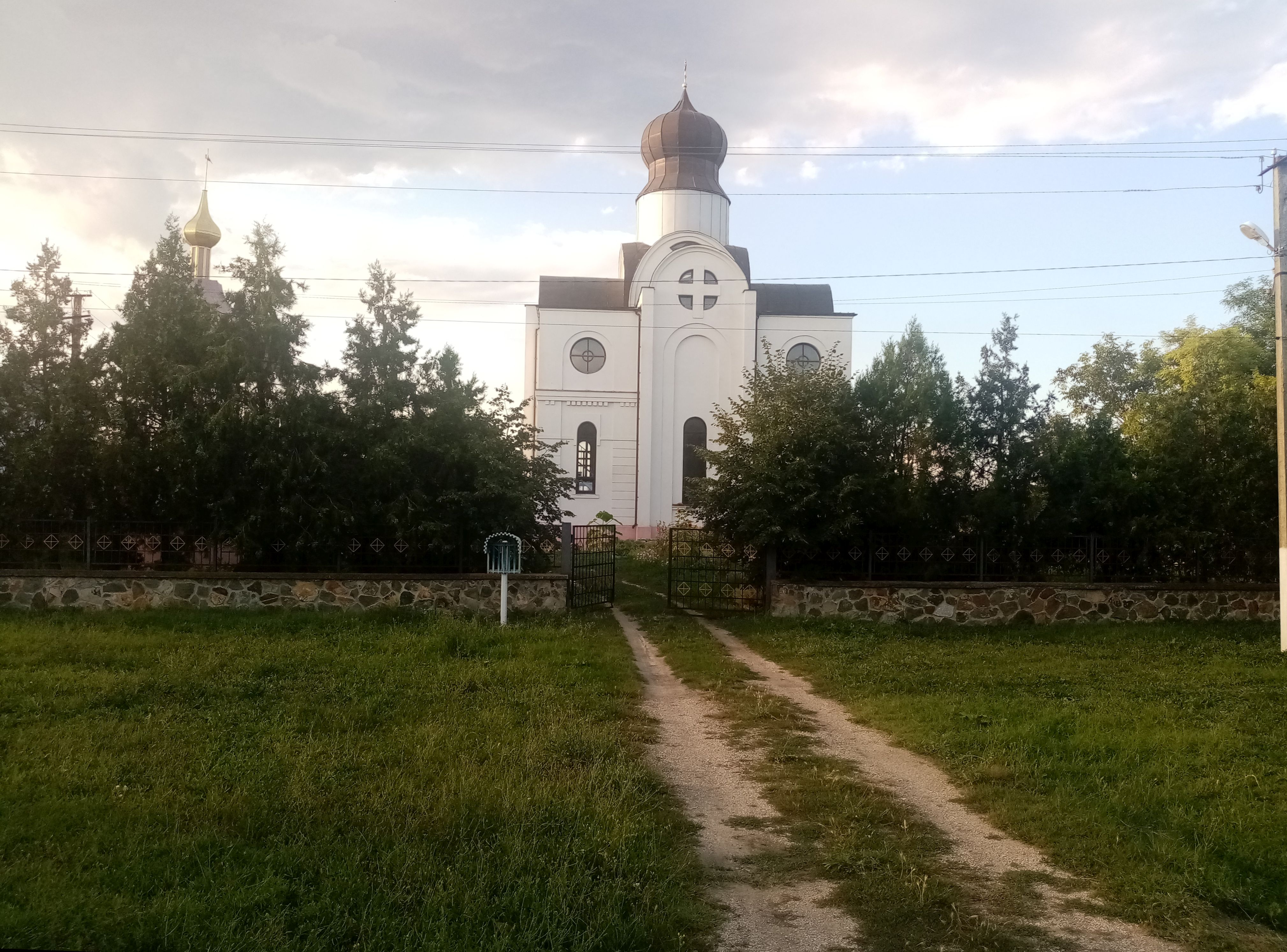
Храм священномученика Порфирия и Новомучеников Крымских

## География
Чернозёмное — село на северо-западе района, в степном Крыму, у границы с Нижнегорским районом, высота над уровнем моря — 27 м. Ближайшие сёла — Алмазное в 2 км на юг, Октябрьское в 5 км на восток и сёла Нижнегорского района Желябовка в 3 км на запад и Уваровка в 3,5 км на север. Райцентр Советский — примерно в 14 километрах (по шоссе), там же ближайшая железнодорожная станция — Краснофлотская (на линии Джанкой — Феодосия). Транспортное сообщение осуществляется по региональным автодорогам 35Н-574 от шоссе граница с Украиной — Джанкой — Феодосия — Керчь до Чернозёмного — Демьяновки и 35Н-573 Чернозёмное — Алмазное (по украинской классификации — С-0-11416 и С-0-11415).

## История
Согласно энциклопедическому словарю Немцы России, Ней-Керлеут, или Ней-Вассеррейх (от нем. Wasserreich — «Водное царство»), также Керлеут Новый, Новый Керлеут, Керлеут, был основан в Шейих-Монахской волости Феодосийского уезда крымскими немцами евангелистами, выходцами из бердянских колоний, в 1883 году на 1540 десятинах земли. По другим данным уже в 1881 году в Новом Керлеуте была открыта начальная немецкая школа (со сроком обучения 7 лет). Преподавались Закон Божий, немецкий и русский языки, арифметика, география, чистописание, черчение, пение. В 1891 году в школе обучалось 10 мальчиков и 15 девочек. По «Памятной книге Таврической губернии 1889 года», по результатам Х ревизии 1887 года, в деревне Новый Керлеут числилось 24 двора и 119 жителей. По «…Памятной книжке Таврической губернии на 1892 год» в деревне Ново-Керлеут, входившей в Ново-Керлеутское сельское общество, числилось 110 жителей в 1 домохозяйстве .
После земской реформы 1890-х годов деревню приписали к Андреевской волости. По «…Памятной книжке Таврической губернии на 1900 год» в деревне Новый-Керлеут числился 101 житель в 14 дворах. На 1914 год в селении действовало немецкое земское училище. По Статистическому справочнику Таврической губернии. Ч.II-я. Статистический очерк, выпуск пятый Феодосийский уезд, 1915 год, в селе Новый Керлеут Андреевской волости Феодосийского уезда числился 21 двор (11 дворов с землёй, 10 — безземельные) с немецким населением в количестве 70 человек приписных жителей и 70 — «посторонних», из которых 68 мужчин и 72 женщин. Жители владели 1945 десятинами удобной земли. В хозяйствах имелось 123 лошади, 38 волов, 77 коров и 88 голов мелкого скота (в 1918 году — 115 жителей).
После установления в Крыму Советской власти, по постановлению Крымревкома № 206 «Об изменении административных границ» от 8 января 1921 года была упразднена волостная система и село вошло в состав Ичкинского района Феодосийского уезда, а в 1922 году уезды получили название округов. 11 октября 1923 года, согласно постановлению ВЦИК, в административное деление Крымской АССР были внесены изменения, в результате которых округа были отменены, Ичкинский район упразднили, включив в состав Феодосийского в состав которого включили и село. Согласно Списку населённых пунктов Крымской АССР по Всесоюзной переписи 17 декабря 1926 года, в селе Керлеут Новый, Желябовского сельсовета Феодосийского района, числилось 39 дворов, из них 38 крестьянских, население составляло 207 человек, из них 158 немцев, 21 болгарин, 15 украинцев. 7 русских, 6 чехов, действовала немецкая школа I ступени (пятилетка). 1Постановлением ВЦИК «О реорганизации сети районов Крымской АССР» от 30 октября 1930 года Феодосийский район был упразднён и был создан Сейтлерский район (по другим сведениям 15 сентября 1931 года), в который включили село. В том же году образован колхоз «Коминтерн». С образованием в 1935 году Ичкинского района Новый Керлеут в составе нового района. По данным всесоюзной переписи населения 1939 года в селе проживало 505 человек. Вскоре после начала Великой Отечественной войны, 18 августа 1941 года крымские немцы были выселены, сначала в Ставропольский край, а затем в Сибирь и северный Казахстан.
После освобождения Крыма от фашистов, 12 августа 1944 года было принято постановление № ГОКО-6372с «О переселении колхозников в районы Крыма» и в сентябре 1944 года в район приехали первые новоселы (180 семей) из Тамбовской области, а в начале 1950-х годов последовала вторая волна переселенцев из различных областей Украины. С 25 июня 1946 года Новый Керлеут в составе Крымской области РСФСР. В 1947 года колхоз «Коминтерн» переименован в имени Ворошилова. Указом Президиума Верховного Совета РСФСР от 18 мая 1948 года, Новый Керлеут переименовали в Чернозёмное. 26 апреля 1954 года Крымская область была передана из состава РСФСР в состав УССР. Время включения в упразднённый впоследствии Октябрьский сельсовет пока не установлено: на 15 июня 1960 года село уже числилось в его составе. Указом Президиума Верховного Совета УССР «Об укрупнении сельских районов Крымской области», от 30 декабря 1962 года Советский район был упразднён и село присоединили к Нижнегорскому. 8 декабря 1966 года Советский район был восстановлен и село вновь включили в его состав. В период с 1 января по 1 июня 1968 года Октябрьский сельский совет был преобразован в Чернозёмненский. По данным переписи 1989 года в селе проживало 728 человек. С 12 февраля 1991 года село в восстановленной Крымской АССР, 26 февраля 1992 года переименованной в Автономную Республику Крым. С 21 марта 2014 года в составе Крыма аннексировано Россией.